# Svjatopolk (re degli obodriti)
Svjatopolk (conosciuto anche come Sventipolk, Svjatopluk o Zventibold; ... – 1129) è stato un sovrano obodrita dal 1127 al 1129. L'ultimo rappresentante della dinastia Naconidi sul trono.

## Biografia
Svjatopolk era era il figlio maggiore di Enrico I, il re supremo degli Obodriti e di Slavina. Dopo la morte del padre nel 1127, iniziò una lotta con il fratello Canuto, secondo figlio di Enrico nato nel 1074. Fin dall'inizio è iniziata una guerra con suo fratello per il potere, che ha portato all'indebolimento del potere degli Obodriti. Le tribù Dinoni, Brezani e Glavoliani rovesciarono rapidamente il potere dei principi Obodriti e la tribù Evelli smisero di rendere omaggio. In queste condizioni ebbe luogo una tregua temporanea tra Svjatopolk e Canuto. Dopo l'assassinio di quest'ultimo nel 1127 a Lütjenburg, Svjatopolk divenne l'unico sovrano.
Tuttavia, se i Sassoni del Nordalbingia, che erano nei possedimenti di Sjatopolk, si sottomettevano a lui volontariamente, doveva soggiogare i Reregi con l'aiuto dei vassalli Sassoni. Nel 1128 Sventipolk, in alleanza con Adolf I Schauenburg, conte di Holstein, che portò le tribù dei Golzati e degli Sturmani, iniziò una campagna nella terra degli Obodriti e assediò la città di Vurla. Quando la città passò al suo potere, Svjatopolk andò oltre, nella città delle tende sul sito dell'attuale Kessin, e la assediò per cinque settimane. Di conseguenza, Sventipolk conquistò tutte le tribù settentrionali dell'unione tribale dei Liutici.
Successivamente soggiornò nella Antica Lubecca, dove fu ucciso nel 1129 dal danese di Holstein Dazo. Alla dine del 1129 suo figlio Zvinike o Zvenko fu ucciso dal conte Siegfrifido di Erteneburg, probabilmente su istigazione di Canuto Lavard, che, in quanto parente della dinastia Naconidi, rivendicò il trono. Di conseguenza, la dinastia Naconidi cessò di esistere.